# Probarbus labeaminor
Probarbus labeaminor är en fiskart som beskrevs av Roberts 1992. Probarbus labeaminor ingår i släktet Probarbus och familjen karpfiskar. IUCN kategoriserar arten globalt som nära hotad. Inga underarter finns listade i Catalogue of Life.